# Гизем Караджа
Гизем Караджа (на турски: Gizem Karaca) е турска актриса и модел. Тя представлява Турция на конкурса „Мис свят“ през 2011 година.

## Живот
Гизем Караджа е родена на 7 септември 1992 в Истанбул, Турция. Майка ѝ има албански корени, а баща ѝ е емигрирал от Солун, когато е бил малък. Когато е малка, семейството ѝ се мести в Америка, където завършва основно училище. По-късно се завръща в Турция, където завършва гимназия. След гимназията печели стипендия за истанбулския университета, където изучава френски език и литература. Тя владее английски и френски език.

## Кариера
Гизем участва в конкурси за красота, за да избяга от трудните уроци в училище. Участва в конкурса „Мис Турция“, като завършва на второ място. Веднага след конкурса участва в сериала „Опасна красота“ през 2012 в ролята на главната героиня Муазез, като така започва кариерата ѝ на актриса. През 2012 играе ролята на Гюнеш Санджактар в сериала „Пътят на Емир“. Известно време след 13 епизод заминава за Америка, за да се снима в сериала „Надежда за обич“, който излиза през лятото на 2013, в ролята на Умут Йозден / Коркмаз. През 2014 актрисата играе главна роля в „Обичам мъжа си“. Филмът излиза на 21 ноември 2014 по Star TV. Гизем се снима в главната роля на Гюл в сериала „Градско момиче“, чийто финал е през лятото на 2015.
В края на 2016 участва с главна роля в провалилия се с девет епизода сериал „Истанбулски улици“. През февруари 2017 участва в сериала „Бурята вътре в мен“, където играе главната роля на Дениз.

## Награди и постижения
- „Мис Турция“ 2011 на второ място
- „Мис свят“ 2011 за най-добра рокля
- Евразийска награда за най-добра актриса

## Филмография
| Година      | Заглавие                | Роля                  |
| ----------- | ----------------------- | --------------------- |
| 2011        | Лореал Париж Мис Турция | себе си               |
| 2012        | Опасна красота          | Муазез                |
| 2012        | Пътят на Емир           | Гюнеш Санджактар      |
| 2013 – 2014 | Надежда за обич         | Умут Йозден / Коркмаз |
| 2014        | Обичам мъжа си          | Езел                  |
| 2014 – 2015 | Градско момиче          | Гюл Сюмбюл Алкан      |
| 2016        | Истанбулски улици       | Назлъ                 |
| 2017        | Бурята вътре в мен      | Дениз Кара            |
| 2017        | Черна любов             | Мерджан               |
| 2020 - 2021 | Бараж                   | Бахар                 |